# Sar Shalom ben Boaz
Sar Shalom ben (ou bar) Boaz (hébreu : שר שלום בן בועז) est un rabbin babylonien du IXe siècle (d. à Soura en 859 ou 864).
Il assure le gaonat (direction académique) de l’école de Soura pendant dix ans, succédant à Cohen Tzedek ben Abimaï et précédant Natronaï bar Hilaï.

## Éléments biographiques
La vie de Sar Shalom est peu connue, en dehors de son gaonat de 838 à 848 EC (de 843 à 853 selon Moshe Gil). Il semble avoir été l’auteur le plus prolifique de son temps, tenu en haute estime par la communauté juive, entretenant notamment des liens avec les communautés de Kairouan, de Rome et d’Espagne ; il aurait, selon Haï Gaon, réglé le problème de « Nissi le fils de l’exilarque » qu’on accusait d’avoir reçu l’héritage d’un homme excommunié (ceci pourrait faire référence aux luttes entre la maison d’Anan et celle de David ben Juda pour l’exilarcat)

## Œuvres
Plus de cent responsa de Sar Shalom Gaon ont été conservés dans divers recueils, outre de nombreuses citations chez les auteurs médiévaux. Ils traitent principalement de liturgie (prière, bénédictions, lecture de la Torah) et sont donc abondamment cités par Amram Gaon. Sar Shalom semble être le premier auteur à évoquer la lecture du traité Avot et de la baraïta Kinyan haTorah au cours des chabbatot de la période séparant Pessa'h de Chavouot.
Ces responsa reflètent une personnalité aimable, profondément érudite et tolérante. Refusant d’user de l’autorité que sa position lui confère, il préfère, lorsqu’il est consulté par les chefs de communautés éloignées, leur expliquer sur un ton amical les différences d’opinion entre son académie et celle de Poumbedita, les laissant choisir celle qui leur convient le mieux. De même, il prend soin d’expliquer ses décisions et ajoute souvent qu’il aurait sans doute fourni une meilleure réponse s’il avait pu en discuter directement avec ses correspondants plutôt que sur pièce.
Il met en garde les communautés contre l’institution de règles qu’ils seraient probablement incapables d’observer et permet même, dans les cas où une communauté a fait vœu de réaliser un tel statut, l’absolution de ces vœux. Par ailleurs, il insiste particulièrement sur l’interdiction de léser un Gentil, quand bien même cela ne comporterait pas de profanation du Nom divin.
Toutefois, il se montre intransigeant envers l’homme qui violente son prochain ou maltraite sa femme ainsi que la femme qui se rebelle contre son mari. Il suggère aussi de poser de nombreuses contraintes aux métiers d’usure.
Sar Shalom semble par ailleurs assez versé dans les enseignements ésotériques, affirmant que la pratique de se laver les mains et de s’asseoir sept fois sur le sol au retour de funérailles, ne concerne que les proches parents du défunt et a pour but d’éloigner les démons qui les ont suivis depuis le cimetière. Il attribue aussi une signification symbolique aux nombres, expliquant que les vingt-cinq parties de la menora (cf. Exode 35:31-37) symbolisent les vingt-cinq générations d’Adam à Moïse, les dix tapis du Tabernacle (Exode 26:1) représentent les dix commandements et les trente coudées des tapis recouvrant le Tabernacle (Exode 26:7-8) rappellent les trente générations d’Isaac, circoncis au huitième jour, à Zacharie, contemporain de la destruction du premier Temple ; interprétant Josué 3:11, il identifie l’arche d’alliance à l’ange.